# Lena Kapp
Lena Kapp es una deportista alemana que compite en curling. Ganó una medalla de bronce en el Campeonato Europeo de Curling Femenino de 2018.

## Palmarés internacional
| Campeonato Europeo | Campeonato Europeo | Campeonato Europeo | Campeonato Europeo |
| Año                | Lugar              | Medalla            | Prueba             |
| ------------------ | ------------------ | ------------------ | ------------------ |
| 2018               | Tallin (Estonia)   | Medalla de bronce  | Equipo             |